# Beitass
Un Beitass è un palo di legno usato sulle navi vichinghe. Veniva inserito in una tasca nell'angolo basso della vela. Questa innovazione veniva usata per irrigidire e tendere il bordo della vela durante la navigazione di bolina.